# Bartolomeo Barattieri

Stemma di famiglia

Bartolomeo Barattieri, latinizzato come Bartholomeus de Baratheriis o Baraterius (Piacenza, 1380 circa – 1450 circa), è stato un giurista e diplomatico italiano del XV secolo, cittadino della Comunità di Piacenza e consigliere del Ducato di Milano.

## Biografia
Bartolomeo nacque intorno al 1380 da una famiglia piacentina, i Barattieri, che aveva già avuto tra i suoi membri dei giuristi.
Frequentò l'Università di Pavia, dove ebbe le licenze in diritto civile e canonico, divenendo brevemente lettore, e infine ottenne il dottorato In utroque iure nel 1423.
Forse divenne consigliere per il duca di Ferrara e diede lezioni nell'università di quella città. Nel 1435 era tornato a Piacenza, dove era tra i membri più stimati della corporazione dei giuristi e giudici. Dal 1439 era di nuovo all'Università di Pavia come lettore, conducendo una rapida carriera accademica, conclusasi intorno al 1447, quando fu uno degli ambasciatori che trattarono la resa della città di Piacenza a Francesco Sforza.
Da quella data non si hanno più notizie e si presume pertanto che sia morto intorno al 1450. Fu insignito del titolo di consigliere ducale. Il suo trattato di diritto feudale, intitolato De feudis, è dedicato al duca Filippo Maria Visconti. Cercò di mettere ordine a questa complessa materia, come riordinatore dei testi dei Libri feudorum, assieme ad Antonio da Pratovecchio.
Il figlio Francesco Barattieri, anch'egli studioso di diritto e diplomatico, acquisì il feudo di San Pietro in Cerro da Bianca Maria Visconti nel 1466; il nipote suo omonimo Bartolomeo Barattieri (morto nel 1514) fu a sua volta un illustre giureconsulto, inviato nel 1512 alla corte di papa Giulio II come ambasciatore della Comunità di Piacenza.

## Opere

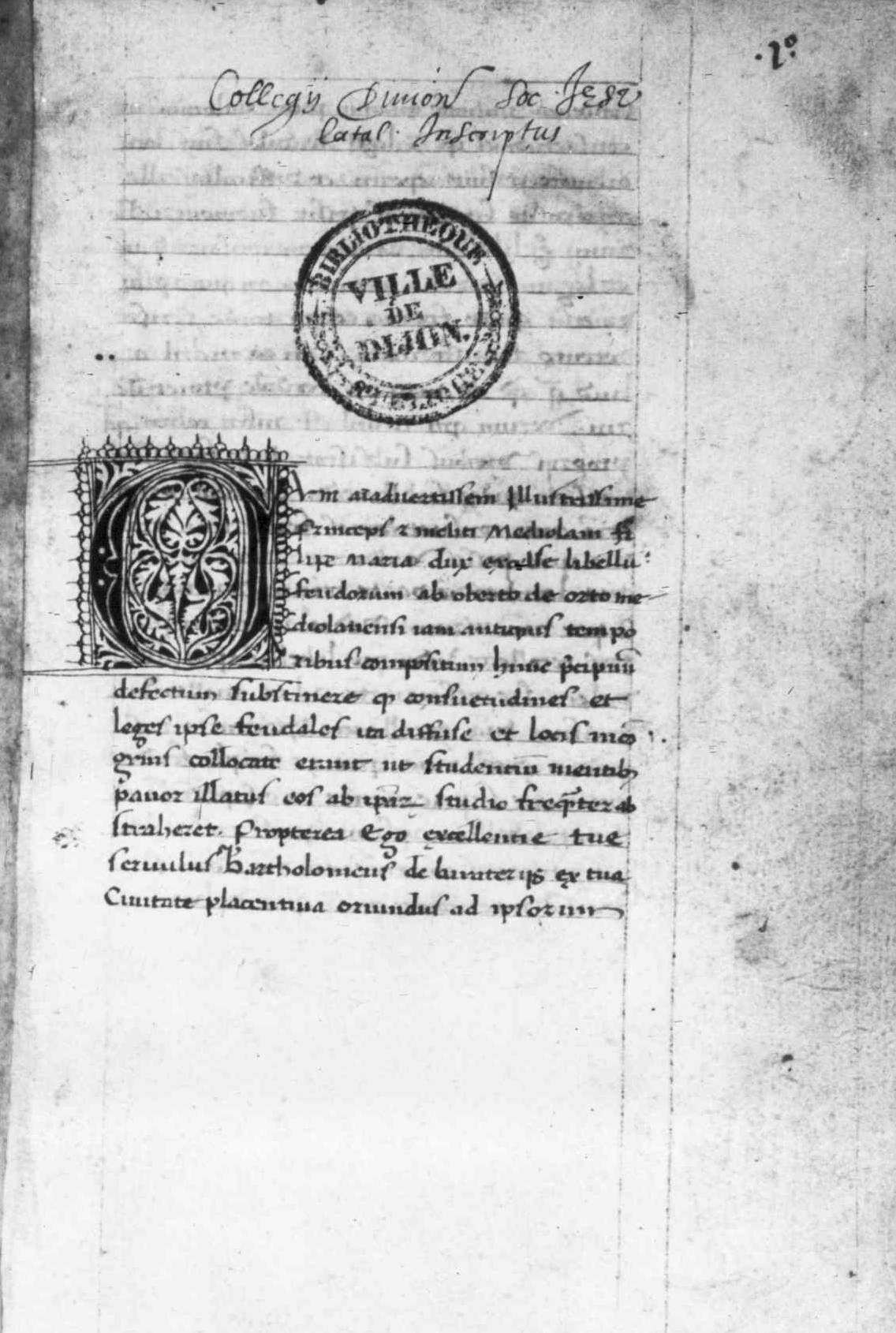
Libellus feudorum reformatus, manoscritto, XV secolo. Dijon, Bibliothèque municipale de Dijon, Fonds manuscrits, Ms 353, ff. 1r-65v.

- (LA) De feudis liber singularis, 1ª ed., Venezia, Società dell'aquila che si rinnova, 1612.
  - Libellus feudorum reformatus, Strasburgo, Johann Philipp Schmid, 1690.

### Manoscritti
- Libellus feudorum reformatus, XV secolo, Dijon, Bibliothèque municipale de Dijon, Fonds manuscrits, Ms 353,  ff. 1r-65v.